# Triangle (Kurzfilm)
Triangle ist ein britischer animierter Kurzfilm von Erica Russell aus dem Jahr 1994.

## Handlung
Ein nackter Mann und eine nackte Frau tanzen gemeinsam. Ein schwarzes Dreieck, das hinzutritt, entpuppt sich als weiterer Tänzer in weitem Gewand, der zunächst mit dem Mann und später mit der Frau tanzt. Die Formen der Gestalten wandeln sich dabei in abstrakte Formen, verschmelzen miteinander oder bilden neue Tanzszenen. Später werden Mann und Frau durch eine dritte Person ergänzt, sodass sich neue Tanz- und Verschmelzungsformen ergeben. Der Animationsstil wandelt sich dabei fließend.

## Auszeichnungen
Triangle wurde 1995 für einen Oscar in der Kategorie „Bester animierter Kurzfilm“ nominiert, konnte sich jedoch nicht gegen Bob’s Birthday durchsetzen.